# Центральна збагачувальна фабрика «Торезька»
Центральна збагачувальна фабрика «Торезька» — збудована за проектом «Головшахтопроекту». Введена в дію у 1959 році з проектною виробничою потужністю 1020 тис. тонн на рік. Призначена для збагачення антрациту. Глибина збагачення 6 мм. Технологічна схема односекційна, передбачала збагачення класу 6-100 мм у мийних жолобах з наступним розсівом концентрату на товарні сорти за стандартною шкалою. Сухий відсів 0-6 мм відвантажувався споживачам окремим сортом без збагачення. Шлам після згущення та класифікації акумулювався у відстійниках і сезонно відвантажувався на електростанції. У 1966 році на фабриці була зроблена спроба застосувати концентраційні столи для збагачення шламу. У 1969 році мийні жолоби було замінено відсаджувальними машинами, які працюють і цього часу. У 1990-ті роки для збагачення шламу було побудовано установку з використанням гвинтових сепараторів, що позитивно вплинуло на товарну цінність продукції фабрики.
Місце знаходження: м.Торез, Донецька обл., залізнична станція Торез